# Calhan
Calhan is een plaats (town) in de Amerikaanse staat Colorado, en valt bestuurlijk gezien onder El Paso County.

## Demografie
Bij de volkstelling in 2000 werd het aantal inwoners vastgesteld op 896.
In 2006 is het aantal inwoners door het United States Census Bureau geschat op 869, een daling van 27 (-3,0%).

## Geografie
Volgens het United States Census Bureau beslaat de plaats een oppervlakte van
1,9 km², geheel bestaande uit land. Calhan ligt op ongeveer 1992 m boven zeeniveau.

## Plaatsen in de nabije omgeving
De onderstaande figuur toont nabijgelegen plaatsen in een straal van 40 km rond Calhan.